# Opacionka
Opacionka – wieś w Polsce położona w województwie podkarpackim, w powiecie dębickim, w gminie Brzostek.
W latach 1975–1998 miejscowość administracyjnie należała do województwa tarnowskiego.
We wsi znajduje się mała, zabytkowa kapliczka, którą (według miejscowych podań) postawili konfederaci barscy, uciekający przed wojskami rosyjskimi. W miejscowości zachował się także budynek dworski z XIX wieku, który po licznych remontach utracił wartość zabytkową.
Opacionka początkowo była częścią Januszkowic. Jej odrębność wynikała z przynależności do dóbr opactwa benedyktynów w Tyńcu. Nazwa "Opacionka" pojawiła się na początku XVII wieku. Została stworzona na podstawie stosunków własnościowych (Opacionka - należąca do opata). Jednak jeszcze w XVII-wiecznych spisach podatkowych wymieniana jest jako część Januszkowic. O samodzielnej wiosce można mówić na przełomie XVII i XVIII wieku. W latach 1720–1722 istniał tu folwark benedyktyński złożony z dworu, spichlerza i obory. Przy gościńcu stała karczma. W wiosce mieszkało 11 kmieci i 14 zagrodników. Chłopom nie powodziło się najlepiej, dalszych 5 gospodarstw kmiecych świeciło pustkami, a ich ziemię uprawiał dwór. Przed połową XVIII wieku opat zbudował tu młyn. Stale wzrastały obciążenia pańszczyźniane, a opór chłopów tłumiony był siłą. W 1751 roku ekonom zabił przy pracy Kazimierza Niedbalczyka. W 1810 roku wieś liczyła 251 mieszkańców - wyłącznie katolików i należała do dóbr funduszu religijnego.